# Río Mendo
El río Mendo es un río europeo del noroeste de la península ibérica que desemboca en el océano Atlántico. Surca la provincia de La Coruña, en Galicia, España.

## Curso
El Mendo nace en Curtis, en la parroquia de Fisteus. Recorre los concellos de Curtis, Oza-Cesuras, Coirós y Betanzos y desemboca en la ciudad de Betanzos, donde con el río Mandeo forma la ría de Betanzos.
Este río, junto con el Mandeo, forman parte del Proyecto Mandeo, dependiente de la Diputación de La Coruña. En su parte alta en donde llega al ayuntamiento de Oza-Cesuras, forma las cascadas o fervenzas de Rexedoira.

## Etimología
Según E. Bascuas, este topónimo "Mendo", atestiguado en el año como  Minuete, es un hidrónimo de origen paleoeuropeo, derivado de la raíz indoeuropea *mei- 'caminar, ir'.